# 하이 퀄리티 유나이티드 FC
하이 퀄리티 유나이티드 FC는 부탄의 축구단이다. 현재 부탄 프리미어리그에 참가하고 있다.